# Daphne gnidium
Daphne gnidium är en tibastväxtart. Daphne gnidium ingår i släktet tibaster, och familjen tibastväxter.

## Underarter
Arten delas in i följande underarter:
- D. g. gnidium
- D. g. mauritanica

## Bildgalleri

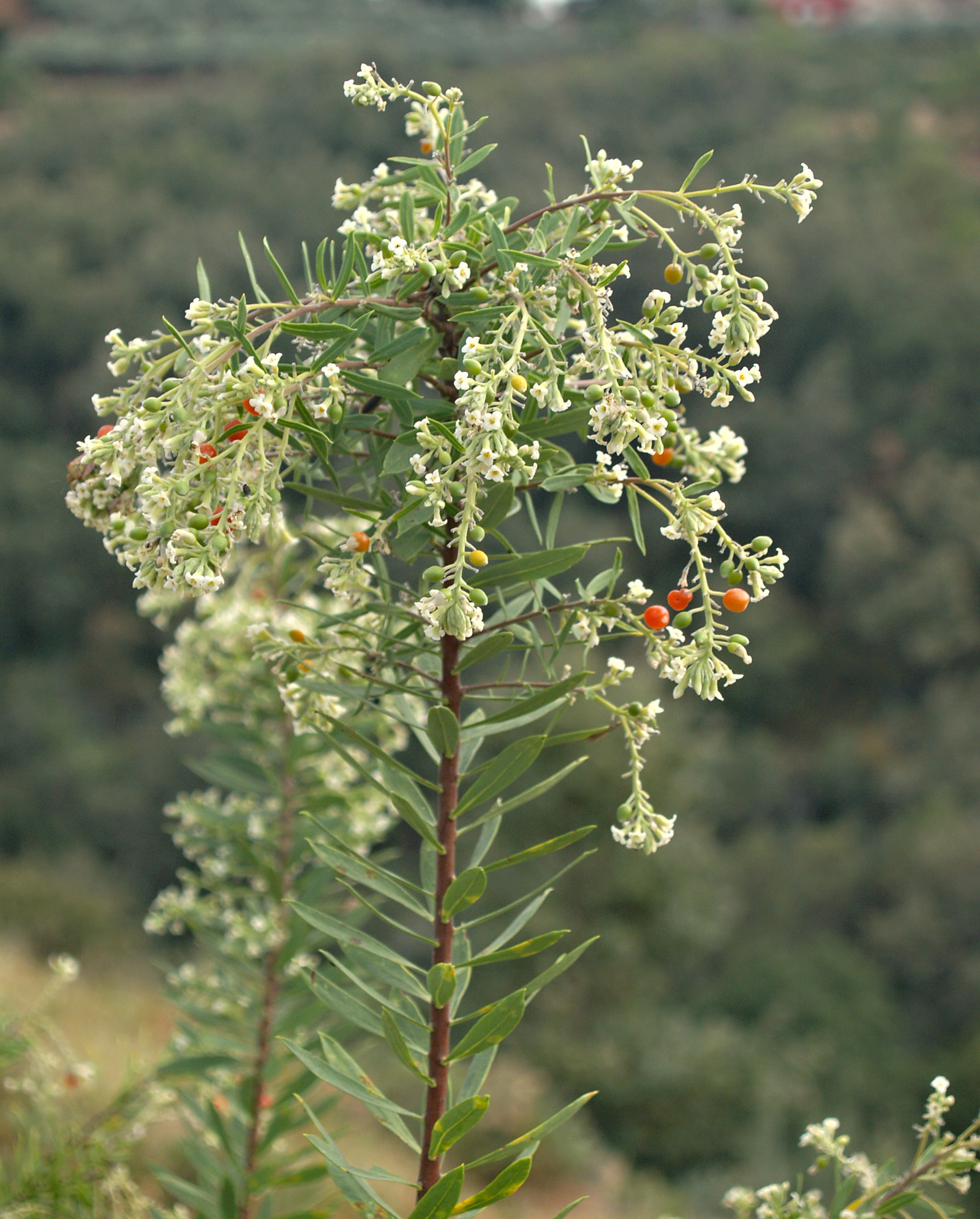
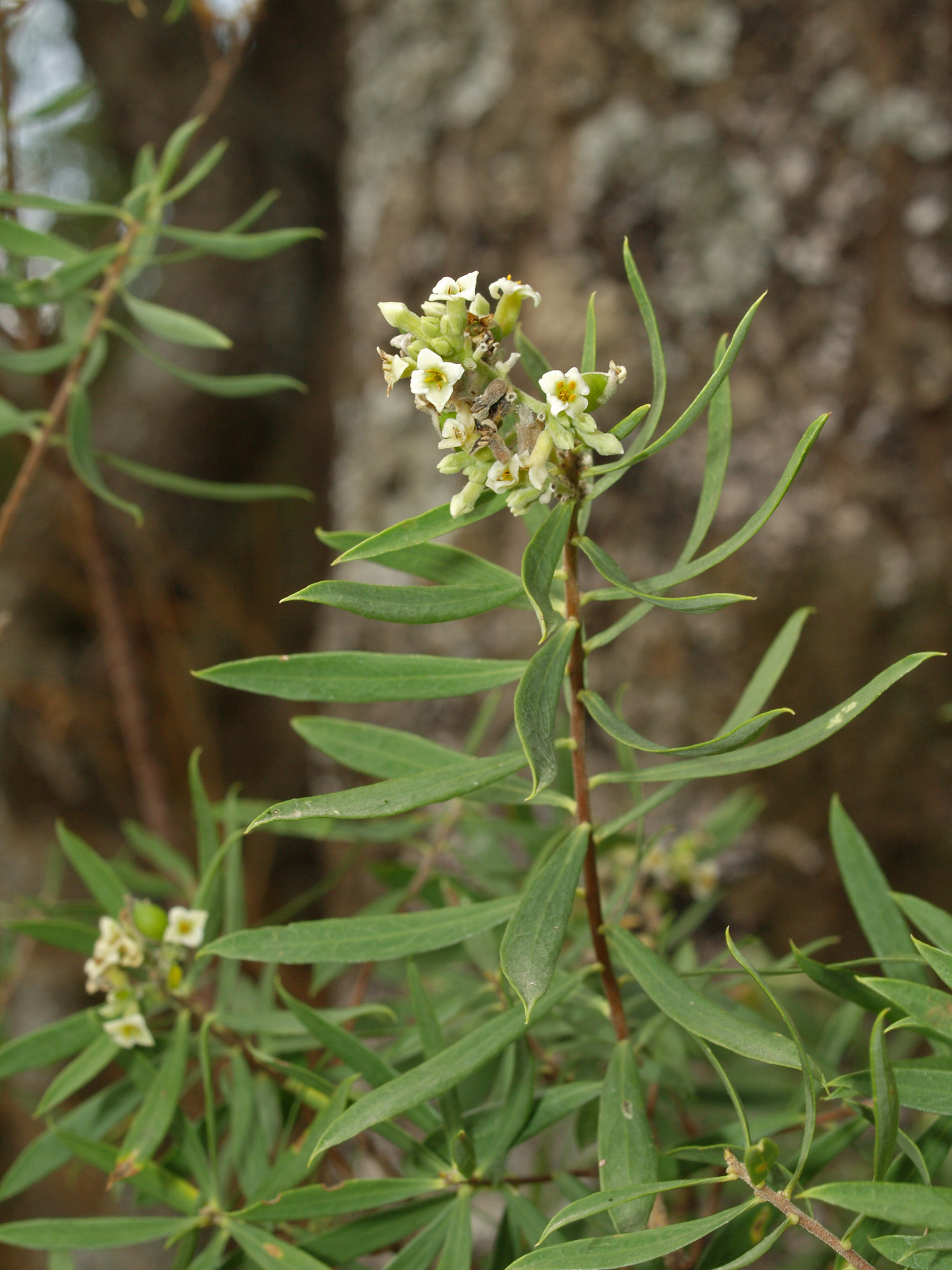
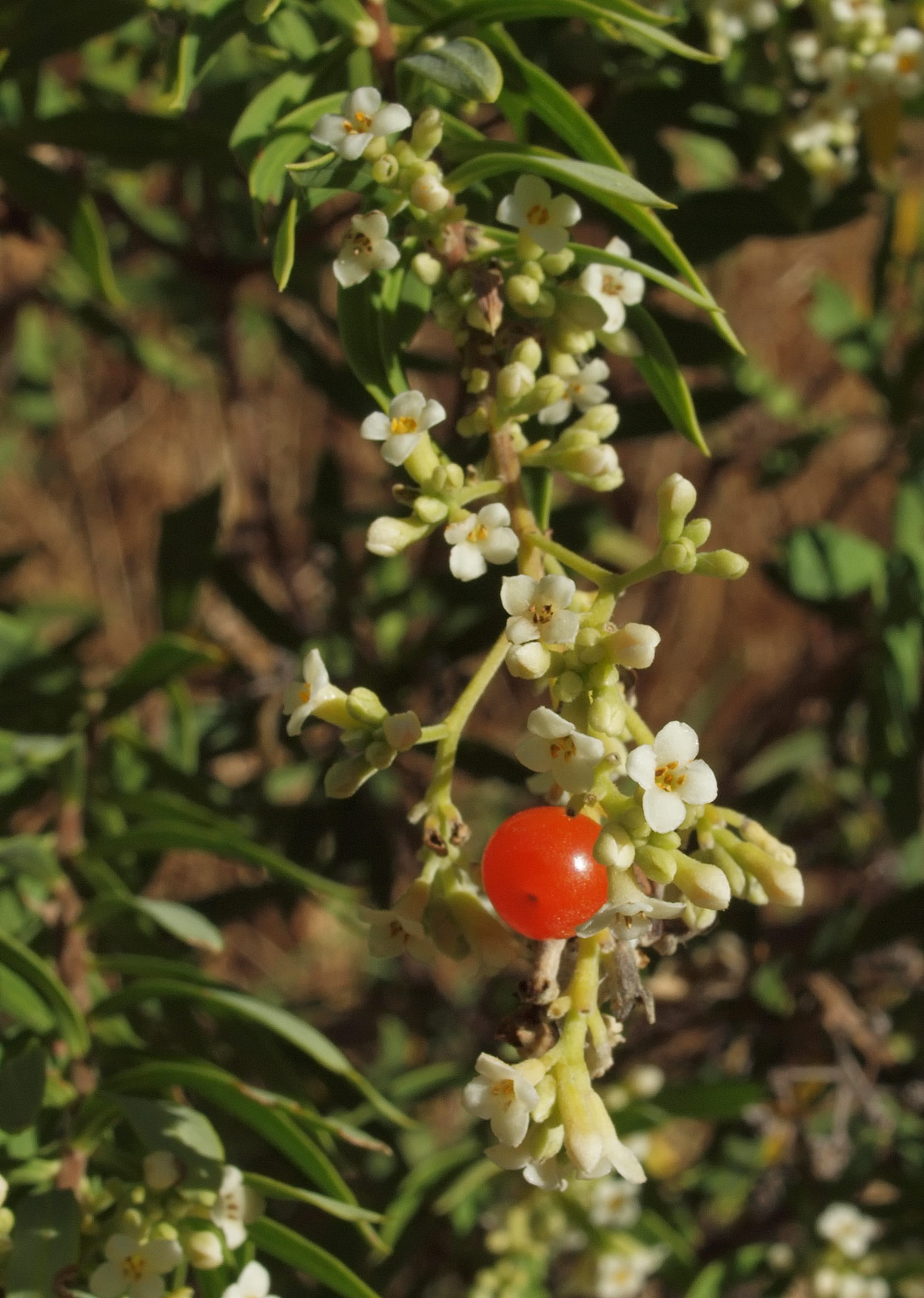
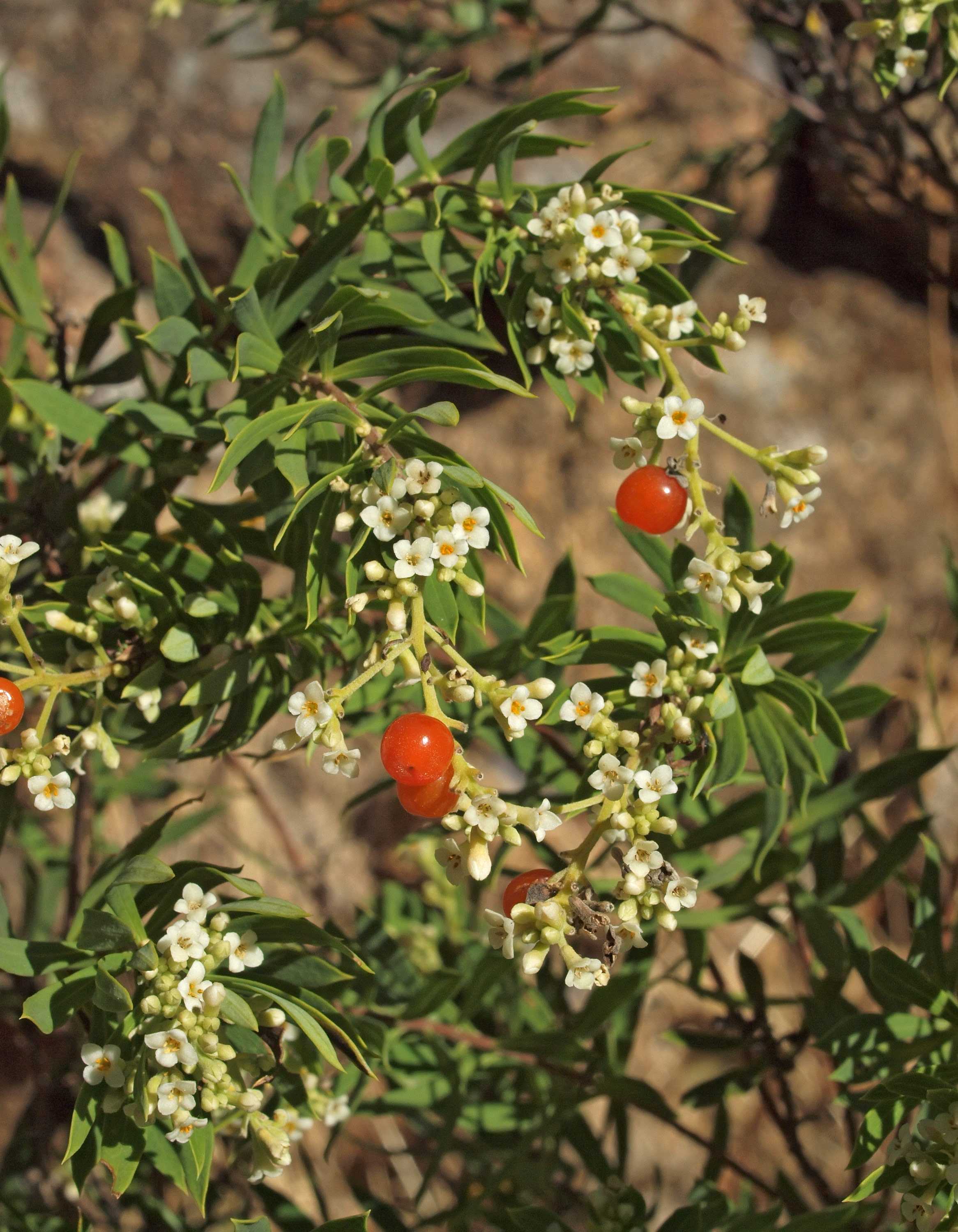
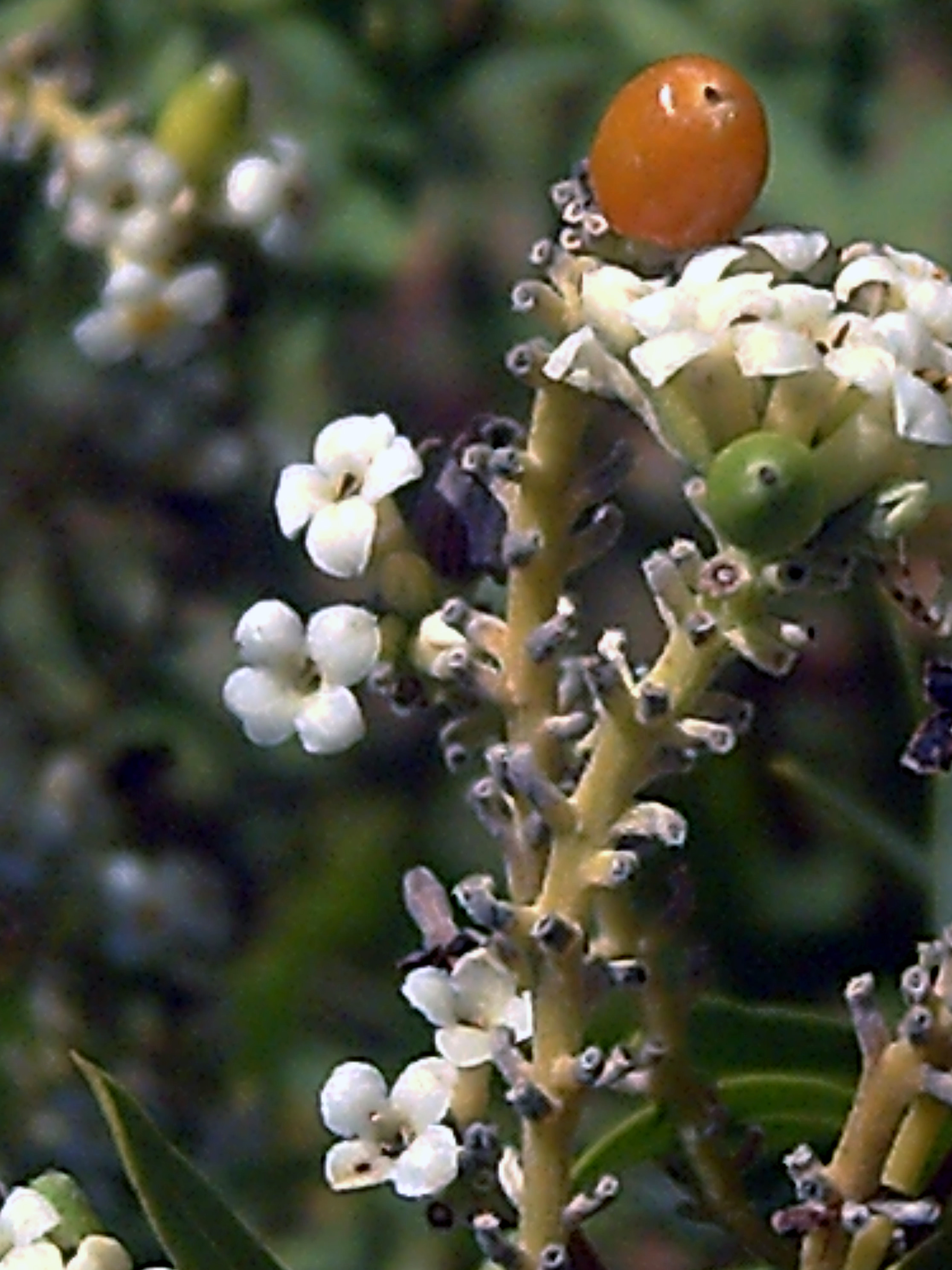
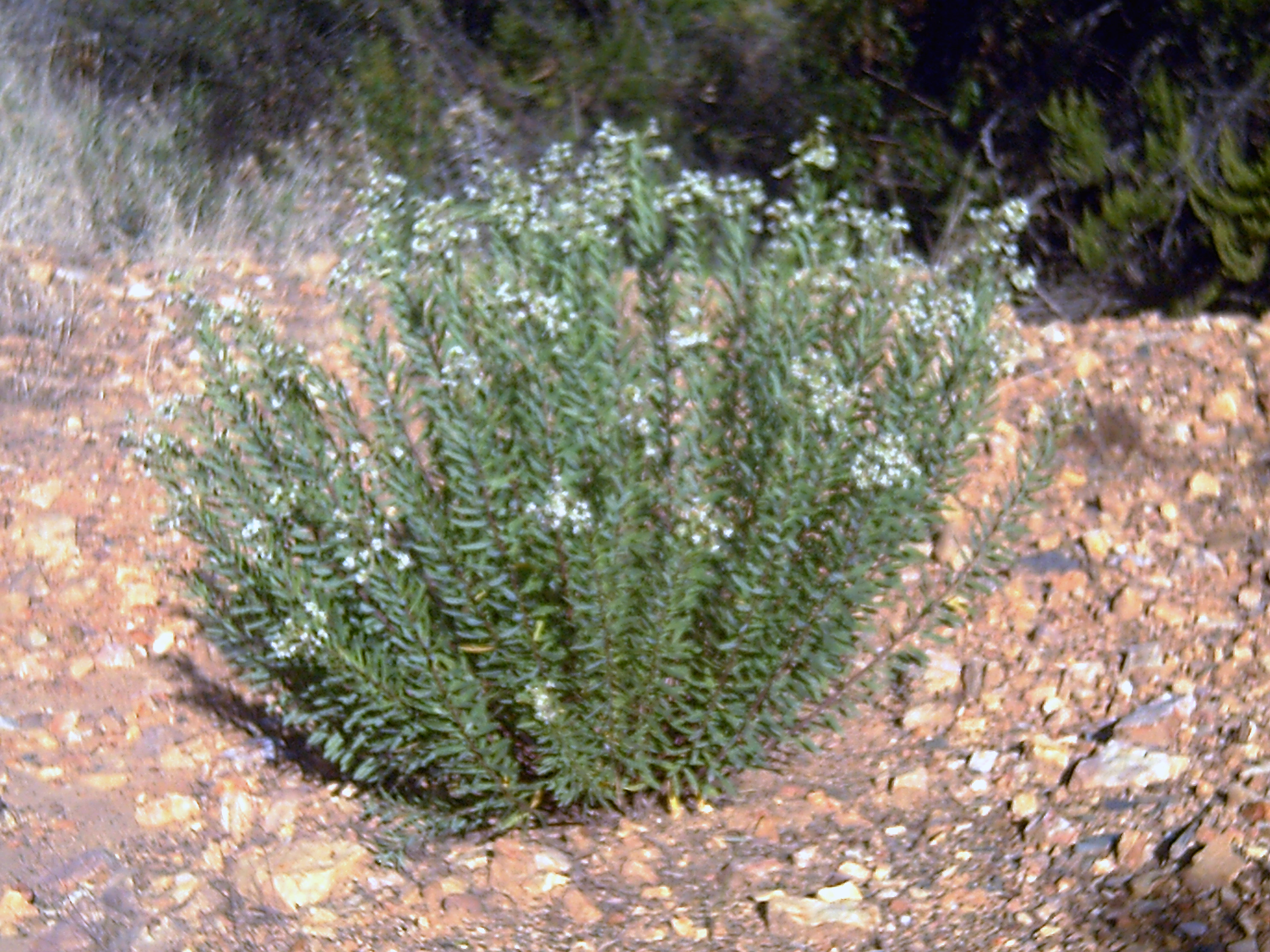